# Сиркес, Павел Семёнович
Павел Семёнович Сиркес (первоначальная фамилия Сиркис; 30 сентября 1932, Дубоссары, Молдавская АССР — 17 июля 2024, Мюнхен, Германия) — советский сценарист, прозаик и переводчик, журналист, режиссёр-документалист.

## Биография
Родился в еврейской семье. Отец, Шлём Моисеевич Сиркис, был арестован в 1937 году, в 1942 году погиб на фронте в боях под деревней Кропоткино Ливенского района Орловской области. Жил с матерью, Ханой Наумовной Сиркис (в девичестве — Кацевман), в семье родственников в Дубоссарах, затем в Рыбнице. Во время войны находился в эвакуации в Алма-Ате, после возвращения в Молдавию в 1944 году окончил среднюю школу в Тирасполе с золотой медалью (1951) и с отличием историко-филологический факультет Кишинёвского государственного университета (1956), дипломная работа «Лев Толстой и Михаил Шолохов: Проблема мастерства в „Войне и мире“ и „Тихом Доне“» была опубликована в журнале «Дон». В годы учёбы печатался в газетах «Сталинец», «Молодёжь Молдавии», «Молдова сочиалистэ», «Советская Молдавия». С 1956 года литсотрудник отдела промышленности и транспорта, угольной промышленности, заместитель ответственного секретаря газеты «Социалистическая Караганда», с 1958 года работал журналистом в Кишинёве (заведовал отделом литературы и искусства в газете «Молодёжь Молдавии», был редактором издательства «Картя Молдовеняскэ»). Переводил на русский язык молдавскую прозу (в частности, в его переводе вышли книги Влада Иовицэ «Капля живой воды», М.: Молодая гвардия, 1964; Емилиана Букова «Калейдоскоп», М.: Советский писатель, 1968; Михаила Чиботару «Трава любви», Кишинёв: Картя молдовеняскэ, 1970, а также рассказы для сборников Самсона Шляху, Анны Лупан, Бориса Влэстару, Серафима Саки) и драматургию (пьесы Аурелиу Бусуйока, Иона Подоляну и других).
С 1963 года жил в Москве, где сотрудничал как литературный и кинокритик в периодике, включая «толстые» журналы «Новый мир», «Москва», «Дружба народов», «Молодая гвардия», «Наш современник»; окончил документальное отделение Высших курсов сценаристов и режиссёров (1969, мастерская Б. Т. Добродеева), работал в журналах «Советский экран», «Советская женщина» и «Искусство кино». Был автором сценария и режиссёром более 40 документальных фильмов (15 полнометражных). Его картина «Люди и кони» удостоилась специального приза жюри на международном кинофестивале спортивных фильмов в Кортина-д’Ампеццо, фильмы «Горячий простой» и «Котлован» получили первые призы Всероссийского кинофестиваля, фильм «Семья» — первый приз Всесоюзного телефестиваля в Вильнюсе, фильм «Казахстан в Великой Отечественной» награждён госпремией КазССР и дипломом Среднеазиатского военного округа, фильм «Капитанское поле» — главным призом фестиваля, посвящённого 50-летию советской милиции. Входил в творческую группу киноэпопеи киностудии им. Горького «XX век», написал для неё пять сценариев и осуществил в качестве режиссёра-постановщика художественно-публицистический фильм «Лучше бы ты стал священником…». После показа ленты по Первому каналу ЦТ доктор исторических наук Г. Б. Фёдоров опубликовал 20.12.1990 года в газете «Экран и сцена» рецензию, в которой утверждал: «Неординарность драматургического построения фильма заключается в том что его автор показывает, как Сталин нарушал все десять библейских заповедей...Именно этот аспект сообщает фильму особенную нравственную силу, заставляет почувствовать всю глубину преступлений сталинизма, задуматься о его истоках и его наследии, о причинах его живучести. П. Сиркес говорит об этом открыто, в полный голос. Потому фильм и воздействует с такой эмоциональной силой».
П. С. Сиркесом были опубликованы сценарии «Река моего детства» (на молдавском языке, журнал «Нистру», № 4, 1969), «Посвящение» (Ижевск, журнал «Молот», 1970), «Одним исполненный добром…» и «За други своя» (Альманах «Киносценарии», М., 1988), «Сквозь время: Нурпеисов и Казаков» (журнал «Кинофорум», М., № 4, 2008 и итоговый сборник конкурса «Россия вне России», сценарий получил сертификат жюри данного конкурса), «Памяти отца» (в сокращении, книга «Война народная», Гамбург, 2010). Автор документальной повести «Горечь померанца» (1989, немецкое издание — 2009), романа «Труба исхода» (1999, в январе 2002 года — одно из лучших произведений по результатам конкурса Американской антифашистской ассоциации иммигрантов из бывшего СССР на лучшую публикацию против национальной розни), книг о творчестве Евгения Леонова (1991) и Майи Булгаковой (1968). Занимался переводами киносценариев (Гюнтер Рюккер «Третий»; Владимир Пикса, Владимир Чех, Кристиан Топич «Ключ»). Член Союза журналистов СССР (1958), Союза кинематографистов России и Союза писателей Москвы. С 1997 года живёт в Мюнхене. Печатался в русскоязычной прессе Германии, США, Канады, Израиля, в переводах на венгерский и польский языки.
Эльдар Рязанов в книге «Неподведенные итоги» назвал Павла Сиркеса «талантливым и опытным кинокритиком».
Умер 17 июля 2024 г в Мюнхене.

## Семья
- Жена (с 1963 года) — поэтесса Тамара Александровна Жирмунская, племянница лингвиста Виктора Жирмунского и филолога Мирона Аркадьевича Малкиель-Жирмунского[15].
  - Дочь — Александра (Сандра) Мясникова (Сиркес), писатель, журналист.
- По отцовской линии — родственник поэта Осипа Колычёва.

## Книги
- Майя Булгакова. Серия «Актёры советского кино». М.: Бюро пропаганды советского киноискусства, 1968.
- Режиссёры—собеседники: Леонид Трауберг, Сергей Герасимов, Сергей Бондарчук, Никита Михалков, Вадим Абдрашитов. М.: Союз кинематографистов СССР, Всесоюзное творческо-производственное объединение «Киноцентр», 1989.
- Горечь померанца: документальная повесть. М.: Вся Москва, 1989.
- Евгений Леонов. Актёр смотрит в своё сердце. М.: Союз кинематографистов СССР, Всесоюзное творческо-производственное объединение «Киноцентр», 1991.
- Труба исхода (непридуманный роман). М.: РИФ РОЙ, 1999.
- Pawel Sirkes. Wie eine bittre Pomeranze…: Bekenntnisse eines Moskauer Intellektuellen. Augsburg: Waldemar-Weber-Verlag (Verlag an der Wertach), 2009.
- Кино как исповедь. Беседы об искусстве экрана (электронная книга). Дюссельдорф: Za-Za, 2010.
- Шпиономания. Роман-воспоминание. Дюссельдорф: Za-Za, 2018.

## Фильмография
- 1970 — Посвящение (сценарист, Свердловская киностудия)
- 1971 — Чистого вам неба (сценарист, Творческое объединение «Экран» ЦТ)
- 1971 — Родимцев (сценарист, Нижне-Волжская студия кинохроники)
- 1972 — Перегон (сценарист, Творческое объединение «Экран» ЦТ)
- 1972 — Пятая гвардейская (сценарист, Нижне-Волжская студия кинохроники)
- 1973 — Возвращённая песня (текст, ЦСДФ)
- 1974 — Новаторы (сценарист, ЦСДФ)
- 1975 — Воспоминание об осени (сценарист, ЦСДФ)
- 1976 — Призвание (сценарист, Казахтелефильм)
- 1976 — Мальчишки, мальчишки… (сценарист, Свердловская киностудия)
- 1977 — Добро и рядом — красота (сценарист, ЦСДФ)
- 1985 — Марьям-опа (сценарист, Узбекская студия документальных и научно-популярных фильмов)
- 1986 — Одним исполненный добром… (сценарист, Центрнаучфильм)
- 1987 — Генерал Рахимов (сценарист, Узбекская студия документальных и научно-популярных фильмов)
- 1988 — Мятежный поручик (сценарист, Центрнаучфильм)
- 1989 — Игра вне правил, или Эксперимент в Акчи (сценарист, с Эдуардом Дубровским, Казахфильм)
- 1989 — Котлован (два фильма — «Вещество мысли» и «Вещество существования», сценарист, с Леонидом Гуревичем, Ростовская студия кинохроники)
- 1990 — Искупление (два фильма, сценарист, студия им. Горького)
- 1992 — Родина и чужбина, Чужбина и родина (дилогия, сценарист, совместно с Борисом Галантером, Грузинская студия документальных и научно-популярных фильмов)
- 1996 — Ручкин и внук (сценарист, Самарская телестудия)
- 1997 — Земляк Рязанов (сценарист, Самарская телестудия)